# Boson II de Talleyrand-Périgord
 (janvier 2022).
La mise en forme du texte ne suit pas les recommandations de Wikipédia : il faut le « wikifier ».
Les points d'amélioration suivants sont les cas les plus fréquents :
- Les titres sont pré-formatés par le logiciel. Ils ne sont ni en capitales, ni en gras.
- Le texte ne doit pas être écrit en capitales (les noms de famille non plus), ni en gras, ni en italique, ni en « petit »…
- Le gras n'est utilisé que pour surligner le titre de l'article dans l'introduction, une seule fois.
- L'italique est rarement utilisé : mots en langue étrangère, titres d'œuvres, noms de bateaux, etc.
- Les citations ne sont pas en italique mais en corps de texte normal. Elles sont entourées par des guillemets français : « et ».
- Les listes à puces sont à éviter, des paragraphes rédigés étant largement préférés. Les tableaux sont à réserver à la présentation de données structurées (résultats, etc.).
- Les appels de note de bas de page (petits chiffres en exposant, introduits par l'outil «  Source ») sont à placer entre la fin de phrase et le point final[comme ça].
- Les liens internes (vers d'autres articles de Wikipédia) sont à choisir avec parcimonie. Créez des liens vers des articles approfondissant le sujet. Les termes génériques sans rapport avec le sujet sont à éviter, ainsi que les répétitions de liens vers un même terme.
- Les liens externes sont à placer uniquement dans une section « Liens externes », à la fin de l'article. Ces liens sont à choisir avec parcimonie suivant les règles définies. Si un lien sert de source à l'article, son insertion dans le texte est à faire par les notes de bas de page.
- La présentation des références doit suivre les conventions bibliographiques. Il est recommandé d'utiliser les modèles {{Ouvrage}}, {{Chapitre}}, {{Article}}, {{Lien web}} et/ou {{Bibliographie}}. Le mode d'édition visuel peut mettre en forme automatiquement les références.
- Insérer une infobox (cadre d'informations à droite) n'est pas obligatoire pour parachever la mise en page.

Pour une aide détaillée, merci de consulter Aide:Wikification.
Si vous pensez que ces points ont été résolus, vous pouvez retirer ce bandeau et améliorer la mise en forme d'un autre article.
Paul Louis Marie Archambault Boson de Talleyrand-Périgord, prince de Sagan, duc de Sagan (1929) et de Talleyrand (1937) et le duc de Valençay, né à Paris le 20 juillet 1867 et mort à Valençay 9 mai 1952, est un noble français.

## Biographie

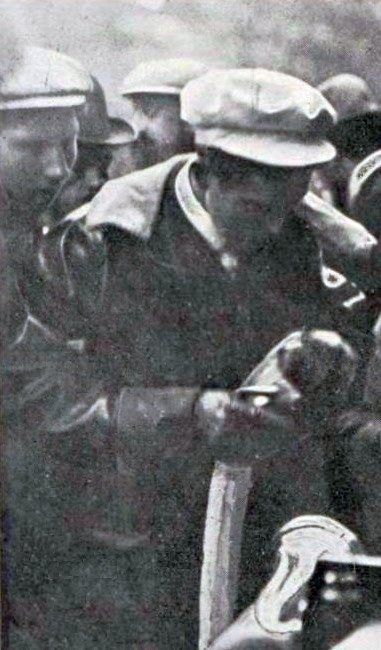
Le comte Boson de Perigord réparant un pneumatique lors de Paris-Berlin 1901

Boson est né le 20 juillet 1867 en tant que fils de Boson de Talleyrand-Périgord, duc de Sagan et duc de Talleyrand (1832-1910) et de Jeanne Seillière (1839-1905), héritière du baron de Seillière, un fournisseur de fournitures militaires qui s'est enrichi pendant la guerre franco-prussienne,. Son frère aîné était Hélie de Talleyrand-Périgord (1859-1937), duc de Sagan et plus tard duc de Talleyrand.
Ses grands-parents paternels étaient Napoléon de Talleyrand-Périgord (1811-1898), le duc de Sagan, le duc de Talleyrand et le duc de Valençay et Alix de Montmorency (1810-1858). Ses arrière-grands-parents paternels étaient Edmond de Talleyrand-Périgord, prince Dino (1787-1872), puis prince de Talleyrand-Périgord, et Dorothée de Courlande, duchesse de Sagan (1793-1862).
Lorsque, le 27 mai 1929, son neveu Howard Maurice de Talleyrand-Périgord, duc de Sagan, se suicide, Boson reçoit le titre de duc de Sagan. Il était prince jusqu'en 1935, lorsque le Troisième Reich a pris Sagan. Malgré ce titre de prince, il est toujours détenu par Boson II, qui le détient jusqu'au 9 mai 1952. Le 25 octobre 1937, son frère Hélie de Talleyrand-Périgord, duc de Talleyrand, décède d'une crise cardiaque et le titre de duc de Talleyrand revient à Boson, qui devient Son Altesse Sérénissime Boson II, prince et duc de Talleyrand-Périgord. Boson II était également duc de Valençay.
Talleyrand décède sans enfant le 9 mai 1952 à Valençay.

## Mariage
Le 5 octobre 1901, il épousa Helen Stuyvesant Morton (1876-1952), fille de l'ancien vice-président américain Levi Morton,. Ils divorcent en 1904,. Boson s'est remarié le 26 novembre 1938 à Silvia Victoria Rodriguez de Rivas de Castilleja de Guzman. Le couple divorce en 1943. Le 16 janvier 1950, Boson épouse Antoinette Marie Joséphine Morel.